# 圆唇鱼
圆唇鱼（学名：Cyclocheilichthys armatus）为輻鰭魚綱鯉形目鲤科圆唇鱼属的鱼类。分布于亞洲湄公河、馬來西亞、菲律賓及印尼等，體長可達23公分。该物种的模式产地在中国。棲息在河川與溪流中生存在中層水域到底區，在乾季的時候棲息於河而且迴游到洪泛區在雨季的時候產卵，屬肉食性，以浮游動物，小型甲殼動物與其他的昆蟲幼蟲為食。